# Command & Conquer 3: Tiberium Wars
Command & Conquer 3: Tiberium Wars (traducibile come "Le guerre del Tiberium") è un videogioco della serie Command & Conquer, seguito di Command & Conquer: Tiberian Sun. Il gioco è stato annunciato dopo l'uscita di Command & Conquer: The First Decade, una raccolta di tutti i giochi precedenti della serie, ed è uscito a marzo 2007.

## Trama
La storia inizia nel 2047 (dai 10 ai 20 anni dopo gli eventi di Firestorm, espansione di Tiberian Sun) e il mondo è in una condizione ancora peggiore rispetto alla situazione presentata nel titolo precedente. L'espansione del Tiberium continua a distruggere la Terra, e il mondo è diviso in 3 differenti zone basati al livello delle infestazione del Tiberium:
- Il 30% della superficie terrestre è rappresentata da "Zone rosse", regioni in cui la contaminazione da Tiberium è massima: non sono abitabili dagli esseri umani, che possono attraversarle solo indossando speciali tute protettive. Le zone rosse sono più di una, molto distanti tra loro, e tra di esse c'è "Ground Zero", ossia la zona presso il Tevere in cui è stato trovato il meteorite che è caduto per primo.
- Il 50% della superficie è rappresentata dalle "Zone gialle", contaminate dal Tiberium ma abitate dalla maggior parte della popolazione mondiale. Dal punto di vista del territorio, si tratta di zone intermedie, che si trovano tra le zone rosse e quelle blu.
- Il restante 20% è rappresentato dalle "Zone blu", regioni ancora prive dalla contaminazione del Tiberium, ricche e civilizzate, guidate militarmente e politicamente dalla Global Defense Initiative, che ha finito per sostituire di fatto l'ONU e i governi statali, che intanto hanno cessato di esistere.

Kane, che è riuscito a sopravvivere al precedente bombardamento del Tempio di Nod, è ritornato al comando della Fratellanza del Nod, e ha lanciato un attacco globale alla GDI ed alle Zone blu rimaste. La GDI dovrà difenderle ed allo stesso tempo fermare l'espansione del Tiberium.
Dallo spazio arriva una nuova minaccia, costituita dagli Scrin: si tratta di alieni, impegnati in un piano di invasione della Terra. La loro fisiologia è basata proprio sul Tiberium, che loro stessi avevano lanciato sulla Terra come "seme", allo scopo di rendere il pianeta abitabile dalla loro specie. Gli Scrin sono visti dalla GDI come una minaccia, mentre Kane tenterà di usare la tecnologia di questi "visitatori" per fuggire nello spazio.

## Modalità di gioco
Come nei precedenti giochi della serie inerente al tiberium (Tiberian Dawn e Tiberian Sun), le due fazioni principali sono la Global Defense Initiative (GDI) e la fratellanza dei Nod.
La terza fazione, gli Scrin, fa la sua comparsa in questo titolo: la loro tecnologia è basata sul Tiberium, e possiedono armi avveniristiche e molto potenti.
Altre caratteristiche:
- Il ritorno di mietitrici di Tiberium e MCV (Mobile Construction Vehicles), assenti in Generals e marchio di fabbrica della serie.
- Il ritorno dell'interfaccia pre-Generals con barra laterale a destra, tipica della serie.
- Il team di sviluppatori, con l'aiuto del MIT, hanno scritto alcuni documenti riguardanti il Tiberium e il suo comportamento nel mondo reale.
- Intelligenza artificiale (IA) migliorata, con possibilità di bilanciare l'IA dell'avversario in base al proprio stile di gioco.
- Utilizzata una nuova versione del motore grafico Sage.
- Multiplayer con supporto VoIP.
- Il gioco è stato messo in commercio in tre edizioni: edizione pre-order, edizione standard e un'edizione speciale chiamata Kane edition, con inclusi numerosi extra.

## Cast
Sono di nuovo presenti filmati con attori in carne ed ossa, già presenti in tutti i giochi della serie Command & Conquer, eccetto per Renegade e Generals. Nei filmati Kane, leader dei Nod, è interpretato ancora da Joseph D. Kucan.
Altri attori ingaggiati dalla Electronic Arts Los Angeles per interpretare i personaggi dei filmati sono:
- Josh Holloway come ufficiale dei NOD di nome Ajay
- Tricia Helfer come Kilian Qatar
- Michael Ironside come generale GDI Jack Granger
- Billy Dee Williams (L'Impero colpisce ancora) come direttore GDI Redmond Boyle
- Grace Park come Lt. Sandra Telfair
- Jennifer Morrison  come Lt. Kirce James.
- Shauntay Hinton come reporter Brittany Bhima

Oltre a questi attori, sono stati assunti Shanon Cook e John Huck, due reporter del mondo reale (la prima di CNN e il secondo di Fox News) per girare i servizi dei telegiornali, diretti dal regista Richard Taylor.

## Espansioni
Nel 2008 è stata pubblicata l'espansione Command & Conquer 3: Kane's Wrath, seguito della versione base.